# WZ-122
WZ-122 (кит.: 122中型坦克) — основний бойовий танк, розроблений Китайською Народною Республікою. Розробка WZ-122, яка розпочалася в березні 1970 року, мала реалізувати кілька експериментальних технологій, включаючи систему гідроматичної трансмісії, гідропневматичну підвіску та першу в світі 120-мм гладкоствольну гармату, як спробу створити перший у Китаї вітчизняний основний бойовий танк другого покоління. Після створення кілька прототипів, у 1974 році від проєкту відмовилися.
Розробку було відновлено в 1977 році і в 1980-х роках з кількома прототипами, такими як WZ-1224 і WZ-1226. Більшість прототипів не були прийняті у виробництво через проблеми з надійністю та технологіями (за винятком Тип 80), проте проєкт WZ-122 забезпечив технологічну основу для розробки різноманітних пізніших китайських ОБТ третього покоління, як ZTZ-96 і ZTZ-99.

## Історія
Після інциденту на острові Чженьбао в 1969 році керівництво КНР ухвалило рішення про необхідність розробки нових моделей танків другого покоління. Ці нові танки включали WZ-132, WZ-121 (Тип 69) і WZ-122, розробка яких почалася в березні 1970 року.

### Ранні прототипи

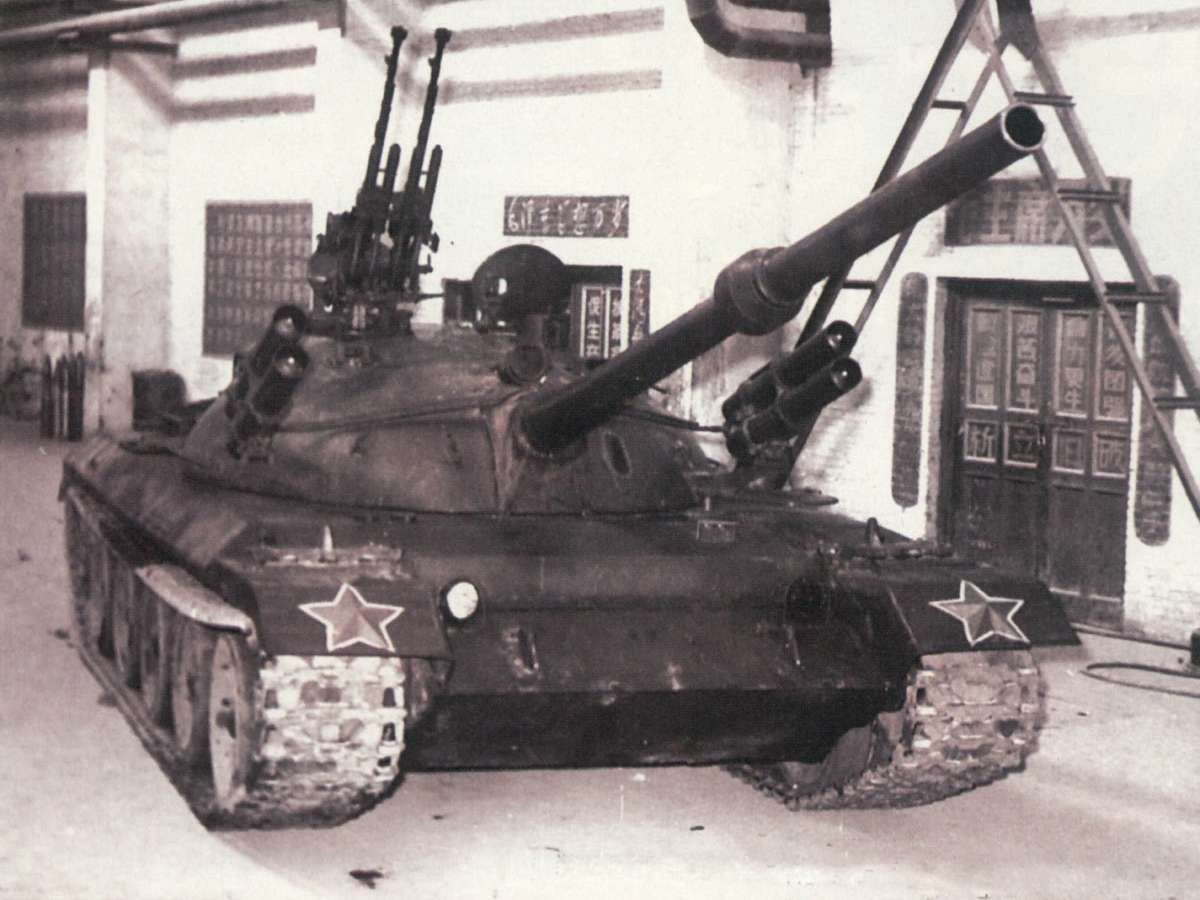
Перший прототип WZ-122 зі встановленими ракетними установками в 1970 році.

Перший прототип, який отримав позначення WZ-122A, був закінчений 25 вересня 1970 року. Цей танк значною мірою базується на радянських зразках щодо зовнішньої форми, але з іншою підвіскою та основною гарматою. Танк використовував гідроматичну систему трансмісії, гідропневматичну підвіску та гідравлічний підсилювач рульового керування. Ці системи назвали  Технічні показники WZ-122 також включали систему захисту від РХБ, чотири протитанкові ракети, встановлені по боках башти та вдосконалену систему захоплення цілей, включаючи лазерний далекомір, пристрій нічного бачення та балістичний комп’ютер. На нього також було встановлено 120-мм гармату китайської розробки, яка стала першою в світі 120-мм гладкоствольною танковою гарматою. Однак у наступних випробуваннях у 1970 році гідравлічні системи виявились ненадійними, особливо — складна гідравлічна трансмісія та допоміжні системи рульового керування. 5 жовтня 1970 року П'яте міністерство машинобудування та інші військові установи визнали танки, розроблені в цей період (WZ-122, WZ-132), непрактичними й ненадійними. У січні 1971 року було завершено ще один прототип. Відомий як WZ-1222 або WZ-122B, цей прототип використовував більш консервативні механічні системи, як торсіонна підвіска, механічна трансмісія та механічне рульове керування. Однак під час випробування було виявлено багато проблем, що призвело до тимчасової відмови від дизайну.

### WZ-1223
Інша конструкція, відома як WZ-1223, включала західні технології в більш традиційне компонування, схоже на Тип 59. Згідно з одним джерелом, цей прототип згодом розвинувся в Тип 80, але за іншим джерелом, Тип 80 було створено на основі найконсервативнішого п'ятого прототипу.

### WZ-1224
WZ-1224, розроблений наприкінці 1970-х років, є спробою Китаю створити основний бойовий танк (ОБТ) західного зразка. У 1970-х роках у Китаю була можливість послати військових чиновників відвідати KraussMaffei, головного виробника Leopard 2. Китайські офіцери, здавалося, були зацікавлені в Leopard 2, особливо в його мобільності, але Народно-визвольна армія не змогла придбати танк або ліцензію на його виробництво через фінансову напругу та можливі проблеми з обслуговуванням. У зв’язку з цим у Китаї вирішили розпочати розробку нових танків із західною технічною підтримкою, щоб знизити витрати на виробництво та обслуговування. У серпні 1978 року П'ята конференція Міністерства машинобудування в Датуні, Шаньсі, визнала новий основний бойовий танк необхідним для боротьби з радянським Т-72, одним із найдосконаліших танків свого часу. Результатом конференції став проєкт нового танка з масою 43-45 тонн, 120-мм гладкоствольною гарматою, здатною пробивати Т-72 на відстані 2000 метрів, новим двигуном потужністю 900-1000 к.с., що надавав танку гіпотетичну максимальну швидкість 65 км/год і середню швидкість 45 км/год, а також системою захисту від РХБ і системою пожежогасіння. Нарешті, через відсутність у Китаї дорожньої інфраструктури та мостоукладальних машин, новий танк повинен був мати можливість проходження глибоких бродів.
WZ-1224, перший прототип якого було створено 1978 року, є цілком відмінним від своїх попередників. Він був повністю позбавлений радянських впливів у конструкції броні, маючи зварну башту західного зразка. Він також має шість менших опорних катків з кожного боку, подібно до сучасних американських, німецьких і французьких танків. Цей танк також розташував боєприпаси в окремому відсіку, як у західних танків. Також були плани розробки 17-зарядного автомата заряджання, але пізніше від них відмовилися через проблеми з надійністю. Новий WZ-1224 використовував німецький цивільний двигун MTU MB8V331 TC41.

### WZ-1226
Результатом згаданої раніше розробки WZ-1224 є WZ-1226, більш консервативна конструкція з круглою литою баштою та більшою кількістю деталей китайського виробництва. До цієї стадії належать два танки: WZ-1226 і WZ-1226F2; обидва танки не мають видимої різниці. Єдина істотна відмінність полягає в тому, що перший використовував двигун 8V165 виробництва заводу №636. Другий використовував покращену версію двигуна 12150ZL виробництва заводу №616. 
Обидва танки використовували гідравлічну автоматичну коробку передач з чотирма передачами переднього ходу та однією задньою передачею, розроблену заводом 617, яка об’єднує трансмісію та двигун в єдину модульну силову установку, яку легко замінити та демонтувати. Прототипи також замінили торсіонну підвіску на комбіновану підвіску з використанням торсіонної та гідропневматичної систем, подібних до підвіски на японському танку Тип 74. В поєднанні з гідравлічним підсилювачем керма технічні очікування від трьох гідравлічних систем були реалізовані на WZ-1226, через понад десять років після оригінального прототипу WZ-122. 
Від WZ-1224 танки успадкували 120-мм гладкоствольну гармату, але спростили механізм заряджання до напівавтоматичного заряджання. Прототипи WZ-1226 також мали композитну броню. Прототипи були випробувані з 1981 по 1982 рік із задовільними результатами. Однак через ненадійність трансмісії та низьку довговічність деяких деталей, танк був відкинутий НВАК, але деякі напрацювання зрештою було використано для інших машин, як винищувач танків PTZ-89. Проєкт також надав китайській військовій промисловості цінний досвід у виробництві основних бойових танків.